# الن برای
اِلِن بِرای (به انگلیسی:Ellen Bry) یک بازیگر اهل آمریکا است.
او بین سال‌های ۱۹۷۶ تا ۲۰۰۹ فعالیت می‌کرد و پس از آن از بازیگری بازنشسته شد.
بِرای بیشتر به دلیل بازی در نقش جولی مسترز در سریال مرد عنکبوتی شگفت‌انگیز (مجموعه تلویزیونی) شناخته می‌شود.
او این نقش را در فیلم مرد عنکبوتی: چالش اژدها تکرار کرد.
او به عنوان بازیگر مهمان در سریال معروف او نوشت:قتل نیز حضور داشت.